# Sik-e-dakh Indian Reserve 2
Sik-e-dakh Indian Reserve 2 är ett reservat i Kanada.   Det ligger i provinsen British Columbia, i den centrala delen av landet, 3 800 km väster om huvudstaden Ottawa.
I omgivningarna runt Sik-e-dakh Indian Reserve 2 växer i huvudsak blandskog. Runt Sik-e-dakh Indian Reserve 2 är det mycket glesbefolkat, med 7 invånare per kvadratkilometer.